# Grüner Zipfelfalter
Der Grüne Zipfelfalter (Callophrys rubi), auch Brombeer-Zipfelfalter genannt, ist ein Schmetterling (Tagfalter) aus der Familie der Bläulinge (Lycaenidae). Seinen Namen verdankt er der grünen Unterseite seiner Flügel, durch die er im Blätterwerk sehr gut getarnt ist. Die Arbeitsgemeinschaft Rheinisch-Westfälischer Lepidopterologen und die BUND NRW Naturschutzstiftung wählten ihn zum Schmetterling des Jahres 2020.

## Merkmale

### Falter
Die Flügelspannweite der Falter beträgt ca. 25 Millimeter. Oberseits sind die Flügel graubraun, auf der grasgrünen Flügelunterseite fällt eine weiße, unterbrochene Linie in der Postdiskalregion auf. Callophrys rubi kann aufgrund seiner markanten Flügelunterseite mit keiner anderen Art verwechselt werden. Auf den Vorderflügeln der Männchen befindet sich ein Duftschuppenfleck. Die Flügelränder sind leicht bogig gezahnt und haben weiße und braune Fransen. Als Unterscheidungsmerkmal dient die durchgezogene weiße Linie auf der Flügelunterseite.

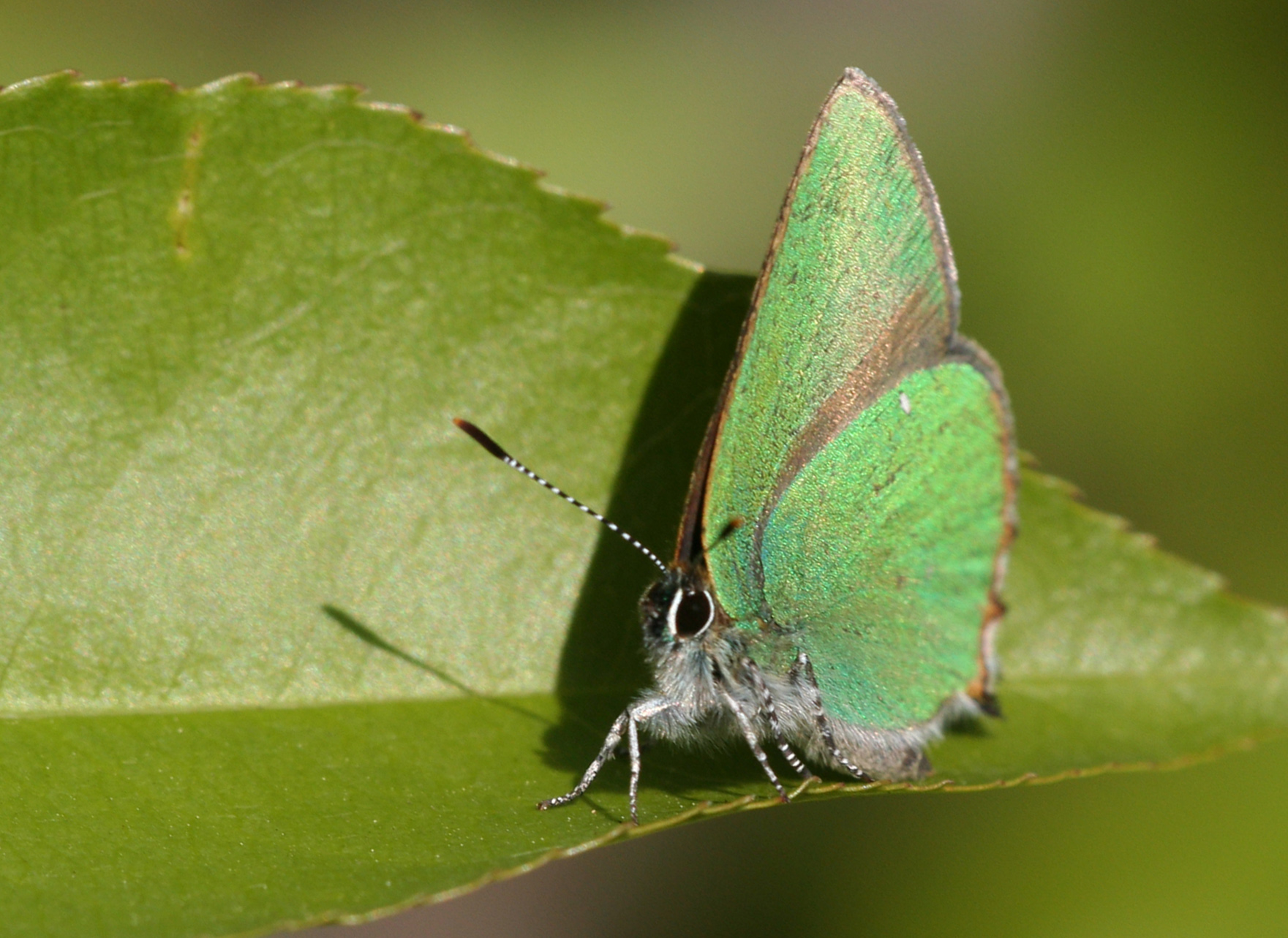
Ansicht des Kopfes von vorne

### Raupe
Die Grundfarbe der Raupe ist blassgrün. Auf dem Rücken und an den Seiten befinden sich gelbe Schrägzeichnungen und gelbe Seitenstreifen. Der Rückenstreifen ist dunkelgrün.

### Ähnliche Arten
- Callophrys avis – kommt in Portugal sowie dem südwestlichen Spanien, den Pyrenäen und Südfrankreich vor.[1]

## Flugzeit
Der Grüne Zipfelfalter ist univoltin, d. h., er bringt pro Jahr nur eine Generation hervor, die von März bis Juni/Juli fliegt.

## Lebensraum
Besiedelt werden trockene, warme Standorte wie Buschland, Heiden, halboffene Wiesen oder Grasland sowie Waldränder. Die Art kommt nur in mageren Lebensräumen mit einer Bindung an Gebüsche vor.

## Lebensweise
Die Futterpflanzen der Raupen sind sehr vielfältig, so zählen dazu unter anderem: Flügelginster (Chamaespartium sagittale), Färber-Ginster (Genista tinctoria), Heidelbeere (Vaccinium myrtillus), Rauschbeere (Vaccinium uliginosum), Sonnenröschen (Helianthemum) und Fingerkräuter (Potentilla), aber auch Hornklee (Lotus corniculatus). Die Raupen fressen vor allem die Blüten und jungen Samen. Die Puppe überwintert. Die Männchen zeigen Territorialverhalten.

## Verbreitung
Der Grüne Zipfelfalter ist sehr weit verbreitet von Nordafrika über ganz Europa bis Sibirien. Nördlich kommt die Art sogar bis ins arktische Fennoskandinavien vor.

## Status
Er ist vielerorts selten geworden.